# Szebasztei Szent Péter
Szebasztei Szent Péter (Kappadókiai Kaiszareia, 340 körül – Szebaszte, 391. március 26.) szentként tisztelt ókori örmény püspök.
Nagy Szent Vazul testvéreként született, és mint az örményországi Szebaszte püspöke működött életében. Halála után szentként kezdték el tisztelni, ünnepét az egyház január 9. napján üli meg.